# Nünchritz
Nünchritz é um município da Alemanha, situado no distrito de Meißen, no estado da Saxônia. Tem 31,11 km² de área, e sua população em 2019 foi estimada em 5.505 habitantes.